# Ture Lagervall
Per Ture Lagervall, född 2 juli 1903 i Norrköping, död 15 december 1978 i Lidingö, var en svensk målare. 
Han var son till lokföraren Ture Werner Reinhold Lagervall och Elin Augusta Sandin samt från 1935 gift med Anna Margareta Södergren (1902–1985).
Lagervall studerade vid Edward Berggrens målarskola i Stockholm; i övrigt var han autodidakt med självstudier i bland annat Italien, Norge, Danmark och Frankrike. Han medverkade i Östgöta konstförenings samlingsutställningar och separat ställde han ut i bland annat Nyköping. Hans konst består av landskapsbilder från olika trakter av Sverige i olja eller akvarell.